# Josef Masopust
Josef Masopust (født 9. februar 1931 i Most, død 29. juni 2015) var en tjekkisk fodboldspiller og senere træner. Han tilbragte størstedelen af sin karriere hos Dukla Prag, men spillede også hos klubberne Vodotechna Teplice og Crossing Molenbeek. Med Dukla Prag vandt han otte tjekkoslovakiske mesterskaber og tre pokaltitler.
Masopust blev i 1962 kåret til Europas bedste fodboldspiller af UEFA, og i 2004 blev han udvalgt til FIFA 100, en kåring af de 125 bedste nulevende fodboldspillere gennem historien.
Efter sit karrierestop blev Masopust træner og stod blandt andet i spidsen for sin tidligere klub Dukla Prag samt Tjekkoslovakiets landshold.

## Landshold
Masopust nåede i løbet af sin karriere at spille 63 kampe og score ti mål for Tjekkoslovakiets landshold. Han repræsenterede sit land ved både VM i 1958 og VM i 1962, samt ved EM i 1960.

## Titler
Tjekkoslovakisk mesterskab
- 1956, 1958 og 1962, 1961, 1962 og 1963, 1964 og 1966 med Dukla Prag

Tjekkoslovakisk pokaltitel
- 1961, 1965 og 1966 med Dukla Prag